# Craspedacusta kuoi
Craspedacusta kuoi is een hydroïdpoliep uit de familie Olindiasidae. De poliep komt uit het geslacht Craspedacusta. Craspedacusta kuoi werd in 1959 voor het eerst wetenschappelijk beschreven door Shieh & Wang. 